# Мария Салвиати
Мария Рòмола Салвиàти (на италиански: Maria Romola Salviati; * 17 юли 1499, Флоренция, Флорентинска република; † 12 декември 1543, Вила ди Кастело, Флорентинска република) е флорентинска благородничка от фамилията Салвиати – едно от най-влиятелните във Флорентинската република, майка на Козимо I – първият велик херцог на Тоскана от Медичите.

## Произход
Тя е дъщеря на Якопо Салвиати (1461 – 1533), търговец, политик и посланик, и съпругата му Лукреция де Медичи (1470 – 1553). Нейни дядо и баба по бащина линия са Джовани Салвиати и Елена (или Мадалена) Гонди Буонделмонти, а по майчина – Лоренцо Великолепни, банкер, де факто владетел на Флорентинската република, и Клариса Орсини.
Има шестима братя и четири сестри:
- Джовани (1490 – 1553), флорентински дипломат и кардинал на Римокатолическата църква (от 1517 г.) , епископ на Италия, на Фермо (1518 – 1520) и на Ферара (1520 – 1550)
- Лоренцо (1492 – 1539), сенатор и меценат, съпруг на Констанца Конти
- Пиеро (неизв.), патриций
- Елена (1495 – 1552), съпруга на Палавичино Палавичино, маркиз на Бусето, и на Якопо V Апиано, господар на Пиомбино, пфалцграф
- Катерина (неизв.), съпруга от 1511 на флорентинския историк Филипо Нерли
- Батиста (1498 – 1524), съпруг на Констанца де Барди
- Луиза (неизв.), съпруга на Сиджизмондо II де Луна Монкада, граф на Калтабелота
- Франческа (1508 – неизв.), съпруга на Пиеро Гуалтероти и от 1533 на Отавиано де Медичи, патриций на Флоренция, от когото има син Алесандро, бъдещ папа Лъв XI
- Бернардо (1508 – 1568), кондотиер, кардинал (от 1561)
- Аламано (1510 – 1571), патриций, съпруг на Констанца Серистори.

Някои членове на семейство Салвиати са замесени в заговора на Паци срещу семейство Медичи. Бракът на родителите на Мария, напротив, трябва да консолидира съюзническите отношения между двата дома.
- Семейството на Мария
- Якопо Салвиати, 
баща (вероятен портрет)
- Лукреция Мария Ромола де Медичи, 
майка (вероятен портрет)
- Джовани, 
брат
- Бернардо,
 брат
- Лоренцо Великолепни,
 дядо по майчина линия
- Клариса Орсини,
 баба по майчина линия

## Биография
Мария Салвиати се омъжва през юни 1516 г. за братовчед си, известният кондотиер Джовани дале Банде Нере от фамилията Медичи, син на Джовани де Медичи ил Пополано и Катерина Сфорца. Техният брак обединява два клона на дома на Медичите: страничен клон, чрез съпруга, и основен клон, чрез съпругата. Джовани, който губи баща си в ранна детска възраст, е възпитан в семейството на Мария.
През по-голямата част от съвместния си живот двойката живее отделно, тъй като Джовани почти винаги участва във войни. Мария ражда единствения им син, който е наречен Козимо. Тя е много разстроена от раздялата със съпруга си, както се вижда от тяхната кореспонденция. Джовани рядко отговаря на писмата на жена си и не се интересува много от семейните въпроси. Дори раждането на наследник не променя поведението му. Мария, напротив, често пише на съпруга си за това как синът им расте. Тя сама поема всички грижи за материалното благополучие на семейството. Джовани управлява лошо доходите от малък свой имот. Повечето пари са похарчени за лични нужди. По-малко от година след сватбата Мария трябва да продаде най-скъпото си бижу, за да покрие разходите на съпруга си. Тя многократно трябва да се обръща към роднини с молба за материална помощ. През ноември 1523 г., по молба на съпруга си, Мария се обръща за материална подкрепа към новия папа Климент VII, неин братовчед. Вместо пари тя получава само неясни обещания от него. Но тя успява да представи сина си Козимо на Светия престол.
Нейният съпруг е тежко ранен на 14 февруари 1525 г. в битката при Павия и умира на 30 ноември 1526 г. от раните си в битката при Говерноло против херцог Шарл III дьо Бурбон. Мария става вдовица на 27 години. Въпреки исканията на роднините си тя отказва да се омъжи повторно.
След смъртта на Джовани, Мария, опитвайки се да гарантира безопасността на сина си Козимо, го изпраща във Венецианската република под надзора на наставник, Пиерфранческо Ричо. През май 1527 г. тя самата идва при сина си във Венеция.
През септември 1533 г., по молба на Климент VII, тя придружава своята роднина Катерина де Медичи в Марсилия, за да се срещне тя със съпруга си принц Анри дьо Валоа, бъдещият крал на Франция под името Анри II.
След създаването на Флорентинското херцогство под управлението на Дом Медичи нейният син Козимо пристига в двора на херцог Алесандро де Медичи. Приблизително по същото време Мария успява да получи част от наследството, което ѝ се полага като представителка на фамилията Медичи. В двора във Флоренция Козимо заема незначителни длъжности. Неговите брачни планове по това време са скромни. Джулия Варано, Мадалена Сансеверино и Елизабета Фуичардини са считани за възможни негови съпруги.
През 1537 г., след убийството на херцог Алесандро де Медичи, основният клон на Медичите изчезва. Херцогът оставя само незаконни наследници, чиято легитимност е поставена под съмнение от жителите на Флоренция. Започват да се разглеждат предложения за възможно връщане към републиканска форма на управление или дори присъединяване към Испанското кралство, когато синът на Джовани и Мария, младият Козимо де Медичи, е обявен за нов владетел. Той става първият Велик херцог на Тоскана под името Козимо I. В много отношения избирането му за херцог на Флоренция е улеснено от добрата воля на флорентинците към майка му, чието поведение в годините преди това събитие печели нейното всеобщо уважение. В книгата „История на Флоренция“ хуманистът Бенедето Варки оставя своето свидетелство за Мария като „благоразумна жена с примерен живот“.
След като жени сина си през 1539 г. за Елеонора ди Толедо и въпреки добрите отношения със снаха си, Мария се отдалечава от двора, посвещавайки се на грижите за внуците. Последните години от живота си, отчасти поради нарастващи здравословни проблеми, тя прекарва в частни апартаменти в Палацо Векио и провинциалната резиденция на Медичите във Вила дел Кастело. Тя умира на 12 декември 1543 г. на 44-годишна възраст и е погребана до съпруга ѝ в Параклисите на Медичите в базиликата „Сан Лоренцо“ във Флоренция. На 16 декември същата година, в памет на починалата, Бенедето Варки произнася епитафия пред Флорентинската академия, което по това време е знак на голямо уважение към една жена.
През 1857 г. останките на Мария са ексхумирани заедно с тези на други членове на семейство Медичи. Според изследователските записи „Останките, почти разложени по лицето, бяха добре запазени в други части... Главата на починалата, покрита с воал, лежеше върху две тухли... Дрехите върху останките изглеждаха като монашески такива, тоест ушити са от черен плат, но покрити с инкрустация, от която са запазени фрагменти…“

## Брак и потомство
∞ юни 1516 г. за братовчед си, известният кондотиер Лудовико ди Джовани де Медичи, известен като Джовани дале Банде Нере (* 6 април 1498, Форли; † 30 ноември 1526, Мантуа), син на Джовани де Медичи ил Пополано и Катерина Сфорца, от когото има един син:
- Козимо I де Медичи (1519 – 1574), от 1537 г. херцог на Флоренция, от 1569 г. първи велик херцог на Тоскана.

## Мария Салвиати в изкуството
Оцелели са два портрета на Мария Салвиати от Понтормо, единият от които е в галерия Уфици във Флоренция. Изобразява я с книга в ръка. Друг портрет, в Музея на изкуствата „Уолтърс“ в Балтимор, показва Мария с детето си. Това вероятно е първият от двойните портрети, станали популярни сред семейство Медичи. И на двата портрета Мария е облечена в черно. Така че по време на създаването им тя вече е вдовица. Времето на създаване на портрета в Уфици обхваща периода от 1537 до 1543 г.
Портретът, който я показва с малко дете, е поръчан от сина ѝ Козимо I след 1537 г., когато той вече е на власт. През 1940 г. историкът на изкуството Едуард С. Кинг предполага, че детето, изобразено на картината, е самият Козимо като дете. Въпреки това, през 1955 г. историкът на изкуството Герберт Койтнер открива запис от 1612 г., направен по време на инвентаризация на имуществото на Рикардо Рикарди, който първоначално е притежавал картината. В него се твърди, че портретът на Понтормо изобразява Мария Салвиати с момиче, неизвестно по име. През 2006 г. изкуствоведът Габриел Лангдън идентифицира образа на момичето като Джулия де Медичи, незаконната дъщеря на убития херцог Алесандро де Медичи, която Козимо I приема в семейството след трагичната смърт на баща ѝ. През 2011 г. изкуствоведът Майке Фогт-Люерсен предполага, че детето на картината е Бия де Медичи, незаконната дъщеря на Козимо I. В момента повечето историци на изкуството клонят към версията на Габриел Лангдън и наричат картината „първото изображение на момиче от африкански произход в европейското изкуство“. Има и портрет на Мария от Джорджо Вазари.